# Хајланд Ејкерс (Делавер)
Хајланд Ејкерс (енгл. Highland Acres) насељено је место без административног статуса у америчкој савезној држави Делавер.

## Демографија
По попису из 2010. године број становника је 3.459, што је 80 (2,4%) становника више него 2000. године.
| Група             | 2000.         | 2010.         |
| Белци             | 2.741 (81,1%) | 2.528 (73,1%) |
| Афроамериканци    | 387 (11,5%)   | 508 (14,7%)   |
| Азијати           | 87 (2,6%)     | 145 (4,2%)    |
| Хиспаноамериканци | 87 (2,6%)     | 155 (4,5%)    |
| Укупно            | 3.379         | 3.459         |